# Ma che vi fece... Sperai vicino il lido

Ma che vi fece... Sperai vicino il lido est un récitatif et aria faisant partie de l'opéra Demofoonte du librettiste Metastasio. C'est la partie de cet opéra qui possède le plus de versions, soit un total de soixante-et-treize, dont celles de Wolfgang Amadeus Mozart (KV. 368), Christoph Willibald Gluck, Antonio Vivaldi, Giovanni Paisiello entre autres.

## Historique
La version de Mozart a probablement été terminé à Munich en janvier 1781 et était probablement destiné à la soprano Elisabeth Augusta Wendling, qui par ailleurs a créé le rôle d'Elettra dans Idomeneo, re di Creta le 29 janvier 1781.

## Récitatif et aria
Dans cette pièce, Timante, le fiancé de Dircea (et comme plus tard, on l'apprendra, son frère), exprime sa peur du futur. 
Dans le récitatif, Timante prie les dieux pour qu'ils le protègent ainsi que son mariage avec Dircea. Dans l'aria, il chante qu'il « avait l'espoir que la côte soit proche; il croyait que le vent s'était calmé, mais maintenant il est de nouveau entrainé par la tempête, et dans mon désir de me sauver d'un rocher traitre, je suis entrainé vers un autre, qui est pire que le premier ».
Exceptionnellement, l'aria parfois retrouve les traits du récitatif.

## Structure
Version de Mozart:
- Retitativo (Ma che vi fece, o stelle), Allegro assai, à , 30 mesures
- Aria (Sperai vicino il lido), Andantino, en fa majeur, à 3/4, 97 mesures

—Allegro (ma trasportar mi cento) (mesure 25), à 
- Durée de l'exécution : environ 9 minutes

## Texte

### Récitatif
Ma che vi fece, o stelle,

la povera Dircea, che tante unite

sventure contro lei?

Voi, che inspiraste

i casti affetti alle nostr'alme; voi,

che al pudico imeneo fosti presenti,

defendetelo, o numi; io mi confondo.

M'oppresse il colpo a segno,

che il cor mancommi, e si smarrì l'ingegno.

### Aria
Sperai vicino il lido

credei calmato il vento;

ma trasportar mi sento

Fra le tempeste ancor.

E da uno scoglio infido

mentre salvar mi voglio,

urto in un altro scoglio

del primo assai peggior.

## Voix
La majorité des arias sur ce texte sont écrits pour castrat ou ténor. La version de Mozart est écrite pour soprano, exigeant une grande capacité vocale pour la coloratur et une grande précision. L'aria de Mozart exige que la soprano soit capable d'arriver dans les super aigües, et d'atteindre un Fa6.

## Sopranos
La version de Mozart est la plus interprétée. Parmi les sopranos qui oni interprété cet aria, on trouve  la coloratura Edda Moser, et les sopranos légères Natalie Dessay, Edita Gruberová, Sylvia Geszty et Desirée Rancatore.